# 低调俱乐部
低调俱乐部是抗日战争之前及初期，由南京国民政府的一批党、政、军、学精英组成的小集团。他们对当时盛行的鼓吹抗战的“歇斯底里的风气”不满，主张中国当时的人的要素、物的要素、组织的要素没有一种能和日本比拟，战必败，“和比战难百倍”，主张和平运动。另据周佛海的死刑判决书（最高法院特种刑事判决 三十六年度京特复字99号），在低调俱乐部里真正主张过和谈的，仅有周佛海、梅思平、高宗武、陶希圣四人。（判决书原文：“......乃于淞沪战事激烈之际，与梅思平、高宗武、陶希圣在其南京西流湾8号住宅内密议主和”）:259

## 成员
- 汪精卫
- 周佛海
- 羅君強
- 梅思平
- 高宗武
- 陶希圣[4]
- 陳布雷
- 陳立夫[5]
- 顧祝同[5]
- 张君劢
- 朱紹良
- 胡適[6]
- 程沧波[7]
- 李璜[5]
- 熊式辉[5]
- 张季鸾[5]
- 陳独秀[8]:3